# Pyramidtexterna

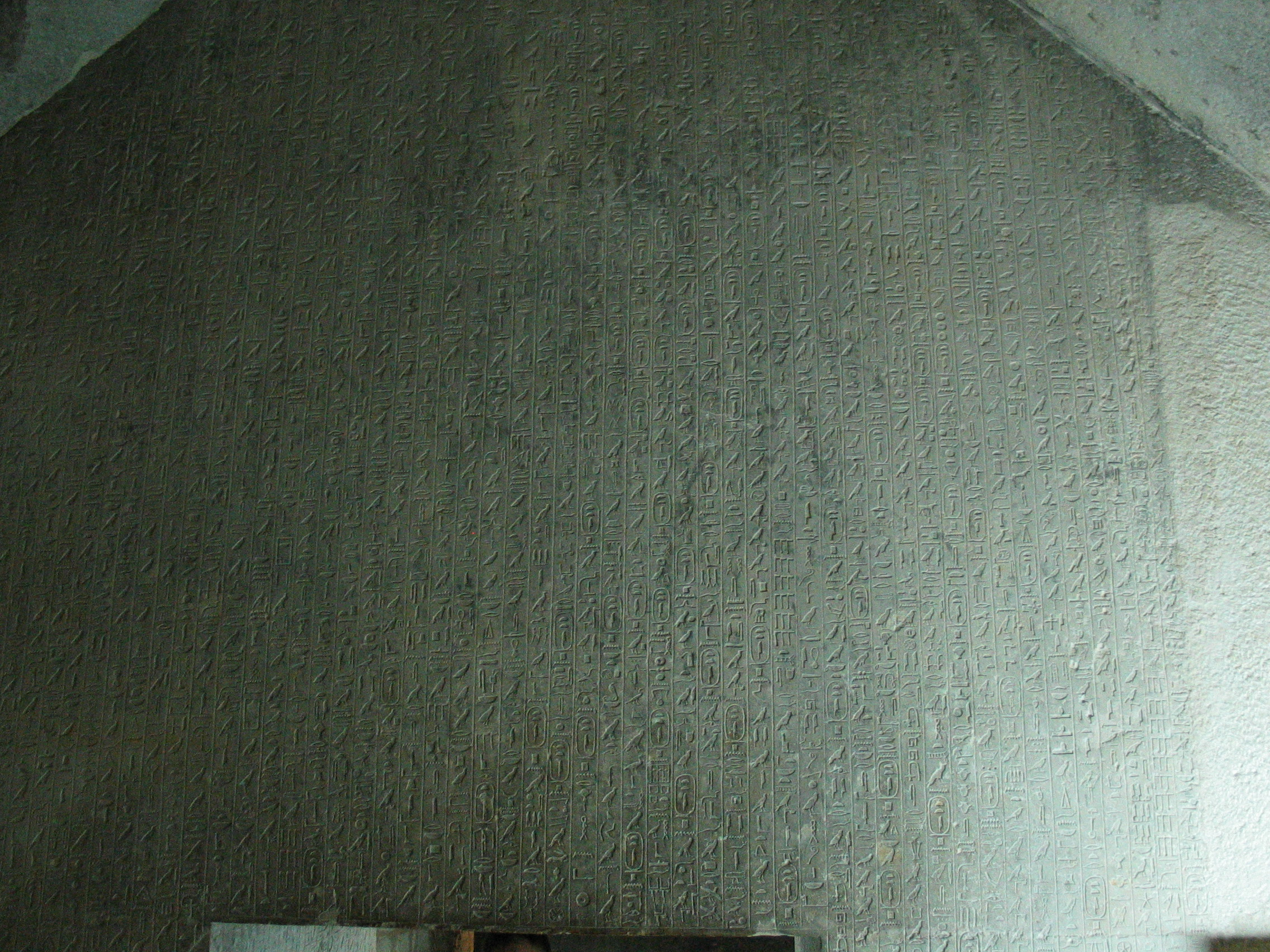
Pyramidtexter från Tetis pyramid.

Pyramidtexterna är en samling antika egyptiska religiösa texter från Gamla rikets tid. Pyramidtexterna är de äldsta kända religiösa texterna i världen. Texterna författades på gammal egyptiska och inristades på väggarna och sarkofagerna i pyramiderna i Sakkara under den femte och sjätte dynastin i Gamla riket. Den äldsta av texterna kan dateras tillbaka till mellan 2400- 2300 f.Kr. Till skillnad från Sarkofagtexterna och De dödas bok, i vilka delar av Pyramidtexterna senare utvecklades, reserverades dessa enbart för farao och illustrerades inte. Pyramidtexterna innehåller det första skriftliga omnämnandet av guden Osiris, vilken skulle komma att bli den mest viktiga gudomen förknippad med livet efter detta.
Berättelserna eller "uttalandena" i Pyramidtexterna ämnar i första hand skydda faraos kvarlevor, så att hans kropp kan uppstå efter döden, och hjälpa honom att stiga till himlen, något som starkt markerade tron på livet efter detta under Gamla riket. Berättelserna skisserar alla de sätt som farao kunde resa på, inklusive genom att använda ramper, trappor, stegar och, kanske främst, genom att flyga. Berättelserna kunde också användas för att kalla på gudarnas hjälp, och även att hota dem om de inte samtyckte.

## Versioner
Texterna upptäcktes först 1881 av Gaston Maspero och översättningar utfördes av Kurt Sethe (på tyska), Louis Speelers (på franska), Raymond O. Faulkner (på engelska) och Samuel Alfred Browne Mercer (på engelska).
Den äldsta versionen består av 228 "uttalanden" och kommer från Unas pyramid. Unas var den siste konungen i den femte dynastin. Andra texter upptäcktes i de pyramider som hyste konungarna Pepi I och Pepi II (från den sjätte dynastin) och tre av hans drottningar, samt Teti. Kurt Sethes första upplaga av Pyramidtexterna innehöll 714 skilda berättelser. Efter detta offentliggörande upptäcktes ytterligare skrifter och det totala antalet blev 759. Ingen enskild samling innehåller samtliga funna texter.

## Exempel
Efter döden måste konungen först stiga från sin grav. Uttalande 373 beskriver detta:
Hå, hå! Hå, hå! Stig upp, O Teti!
Tag ditt huvud, bär upp dina benknotor,
Samla dina lemmar, skaka jorden från din kropp!
Tag brödet som ej ruttnar, din öl som icke surnar,
Stå vid grinden som spärrar de vanliga människornas väg!
Portvakten kommer till dig, han tar din hand,
Tar dig till himlen, till din fader Geb.
Han gläds vid din ankomst, ger dig sina händer,
Kysser dig, smeker dig,
Ställer dig inför andarna, de oförgängliga stjärnorna...
De dolda dyrkar dig,
De mäktiga omger dig,
De vakande väntar på dig,
Korn tröskas för dig,
Vete skördas för dig,
Dina månatliga högtidsfester består av dem,
Dina halv-månatliga högtidsfester består av dem,
Som har beställts för dig, av Geb, din fader,
Stig upp, O Teti, du skall ej dö!
Texterna beskriver sedan flera olika sätt för farao att nå himlen, och ett av dessa är genom att klättra upp för en stege. I yttrande 304 säger konungen:
Hell dig, dotter av Anubis, över luckorna i himlen,
Thoths kamrat framför stegens räcke,
Öppna Unas väg, låt Unas passera!
Ett annat sätt är med färja. Om båtkarlen vägrar att låta honom åka med, har konungen andra planer:
Om du misslyckas med att färja Unas,
Kommer han taga ett språng och sitta på Thoths vinge,
Då kommer han att färja Unas till den sidan!

### Kannibalhymnen
Uttalandena 273 och 274 kallas ibland "kannibalhymnen", eftersom de beskriver att konungen jagar och äter av gudarna:
En gud som lever på sina fäder,
som livnär sig på sina mödrar...
Unas är himlens tjur
Som rasar i sitt hjärta,
Som lever på gudarnas väsen,
Som äter deras inälvor
När de kommer, med sina kroppar fulla av magi
Från flammornas ö...
Kannibalhymnen återkom senare i Sarkofagtexterna som uttalande 573. Den togs bort då De dödas bok översattes och kom i tryck.